# 巴忠倓
巴忠倓（1930年1月—2018年11月15日），是中国人民解放军和中国人民武装警察部队前高级将领。山东烟台人。1949年8月参加中国人民解放军，在华东军区和南京军区作战机关工作，长期担任参谋职务，后升任南京军区副参谋长。1985年任上海警备区司令员，1988年获少将军衔。1992年调任武警司令员并改武警少将，1993年晋升武警中将。是第九届全国人大代表。
1996年2月因第八届全国人大常委会副委员长、民革中央主席李沛瑶在家中被武警北京总队战士张金龙杀害，巴忠倓和武警部队政治委员张树田被免职。巴忠倓退役，张树田外调任兰州军区副政委。
2018年11月15日，巴忠倓在北京逝世，享年88岁。